# 约纳坦·萨库尔
约纳坦·萨库尔（荷蘭語：Jonathan Sacoor，1999年9月1日—）是一名专长于400米赛跑的比利时短跑运动员。他现在是田纳西大学田径队的成员。他的父亲是葡萄牙和印度裔莫桑比克人，他的母亲是荷兰人。